# Камелот (група)
 Тази статия е за групата.  За замъка вижте Камелот.  
„Камелот“ (Kamelot) е американска пауър/прогресив метъл група от Тампа, щата Флорида, САЩ.
Сформирана е от Томас Йънгблъд и Ричард Уорнър през 1991 година. Норвежкият вокалист Рой Кан се присъединява за албума Siege Perilious и пише песните заедно с Йънгблъд до неговото напускане през април 2011 година. На 22 юни 2012 г. Йънгблъд обявява на техния уебсайт, че новият им вокалист е шведският певец Томи Каревик, който се изявява в албума им Silverthorn като вокалист. Към 2015 г. имат 11 студийни албуми, 3 концертни албума, 1 DVD и 11 видеоклипа. Последният им албум е Haven, излязъл през чрез Napalm Records май 2015 г.

## Биография
Групата е създадена от Томас Йънгблъд и Ричърд Уорнър през 1991 г. През 1994 издават дебютния си албум – „Eternity“. Вторият им албум – „Dominion“ излиза през следващата година.
През 1997 двама от членовете – барабанистът и основател на групата Ричърд Уорнър и вокалиста Марк Ванденбилт са заменени съответно от Каси Грило и Рой Кан. С двамата си нови члена групата издава третия си студиен албум – „Siege Perilous“. През есента на същата година групата прави турне из Европа, а четири месеца след това издават и нов албум – „The Fourth Legacy“.
През 2000 правят още едно турне, „New Allegiance Tour“, обхващащо Германия, Австрия, Швейцария, Холандия, Белгия, Италия, Гърция и Испания. След завършването му издават концертния си албум „The Expedition“, съдържащ записи от турнето. Само няколко месеца по-късно групата издава петия си студиен албум – „Karma“. През 2003 издават шестия си албум – „Epica“.
„Камелот“ се утвърждават най-вече с последвалите си два албума – „The Black Halo“ (2005) и „Ghost Opera“ (2007). Тук техният прогресив метъл с елементи на пауър и симфо метъл е вече изчистен, с типичната за групата специфика. С основен принос за това е норвежецът Кан, вокалист с изключителен глас, богат, с широк диапазон. Освен него и Оли (клавишни), който е германец, останалите от групата са американци.
Сред гост-музикантите, участвали в записа на „Black Halo“, е Шаграт от „Dimmu Borgir“, сънародник и приятел от детинство на Кан. Шаграт се проявява с неголеми вокални партии в две от парчетата, изискващи блек метъл вокализъм (дебел, грапав и твърд глас). В „Ghost Opera“ със значително присъствие е холандското мецосопрано Симон Симонс, вокалистка на симфо метъл групата „Epica“ (появяваща се и в албумите „Black Halo“ и „Epica“).
На 18 април 2008 „Камелот“ изнасят концерт в София зала Христо Ботев, по покана на ABV PRO.
„Камелот“ са участвали в седмото – през 2012, заедно с Lizzy Borden, Rhapsody of Fire, Ахат и Ренегат – и юбилейното десето – през 2015 заедно с Within Temptation, Unisonic и Delain – издания на Каварна Рок Фест.
Рой Кан прави изявление на 21 април 2011, последвано от изявление на групата на 22 април 2011, с което съобщават, че вокалиста Рой Кан е напуснал. Групата завършва турнето си през 2011 с помощта на гостуващи вокалисти. На 22 юни „Камелот“ представя Томи Каревик като свой нов официален вокалист. Каревик преди това се появява като един от гост-музикантите на групата на Pandemonium World Tour 2011.

## Състав

### Настоящи членове
- Томас Йънгблъд – китара
- Шон Тибетс – бас китара
- Каси Грило – барабани
- Оливър Палотай – синтезатор, китара
- Томи Каревик – вокали

### Бивши членове
- Рой Кан – вокали
- Марк Ванденбилт – вокали
- Ричърд Уорнър – барабани

## Дискография

### Студийни албуми
- Eternity (1995)
- Dominion (1996)
- Siege Perilous (1998)
- The Fourth Legacy (2000)
- Karma (2001)
- Epica (2003)
- The Black Halo (2005)
- Ghost Opera (2007)
- Poetry For The Poisoned (2010)
- Silverthorn (2012)
- Haven(2015)
- The Shadow Theory (2018)
- The Awakening (2023)

### Концертни албуми
- The Expedition (2000)
- Avalon (2005)
- One Cold Winter's Night (2006)